# Baranya-csatorna
A Baranya-csatorna egy vízfolyás, amely a Mecsek északi részén ered mintegy 390 méteres tengerszint feletti magasságban. A csatorna előbb nyugatnak indul, majd észak felé veszi útját, végül északkeleti irányban haladva éri el Dombóvártól keletre a Kapos folyót. Több mellékvízfolyás is belé torkollik, mint például a Kaszánya-patak Magyarszéknél, a Orfűi-patak Oroszló és Felsőegerszegpuszta közt, a Gödrei-vízfolyás Sásdnál, a Kisvaszari-vízfolyás Vásárosdombó közelében, a Sárádi-patak Kaposszekcsőnél.
A vízfolyás üzemeltetője a Dél-dunántúli Vízügyi Igazgatóság.

## Betorkolló vízfolyások
- Sarádi-csatorna bal part 4+754 szelvényben
- Kisvasszari-vízfolyás jobb part 6+535 szelvényben
- Tarrósi-árok jobb part 8+067 szelvényben
- Meződi-vízfolyás bal part 10+367 szelvényben
- Orfűi-patak bal part 14+100 szelvényben
- Liget-Oroszlói-vízfolyás jobb part 16+686 szelvényben
- Kaszánya-patak jobb part 25+310 szelvényben
- Sikondai-árok jobb part 28+850 szelvényben

## Part menti települések
- Mánfa
- Magyarszék
- Barátúr
- Magyarhertelend
- Bodolyabér
- Oroszló
- Sásd
- Vásárosdombó
- Kaposszekcső
- Csikóstőttős
- Dombóvár